# Památník odboje slezského lidu
Památník odboje slezského lidu se nachází na Ostré hůrce v katastru obce Háj ve Slezsku v okrese Opava. Byl vybudován v roce 1929 na paměť shromáždění lidu v dobách slezského obrození. První z nich se uskutečnilo 12. září 1869, následovaly další 11. září 1898 a 22. září 1918. Na všech těchto setkáních, jichž se účastnily tisíce lidí, demonstrovali Slezané za národností a jazykovou rovnoprávnost v rámci Rakouska-Uherska. Poté, co byl památník v roce 1938 zničen nacisty, byl v roce 1969 znovu obnoven. Autory pomníku z roku 1969 byli Jindřich Czeniek a sochaři Vladimír Kýn a Jaroslava Lukešová.

## Galerie

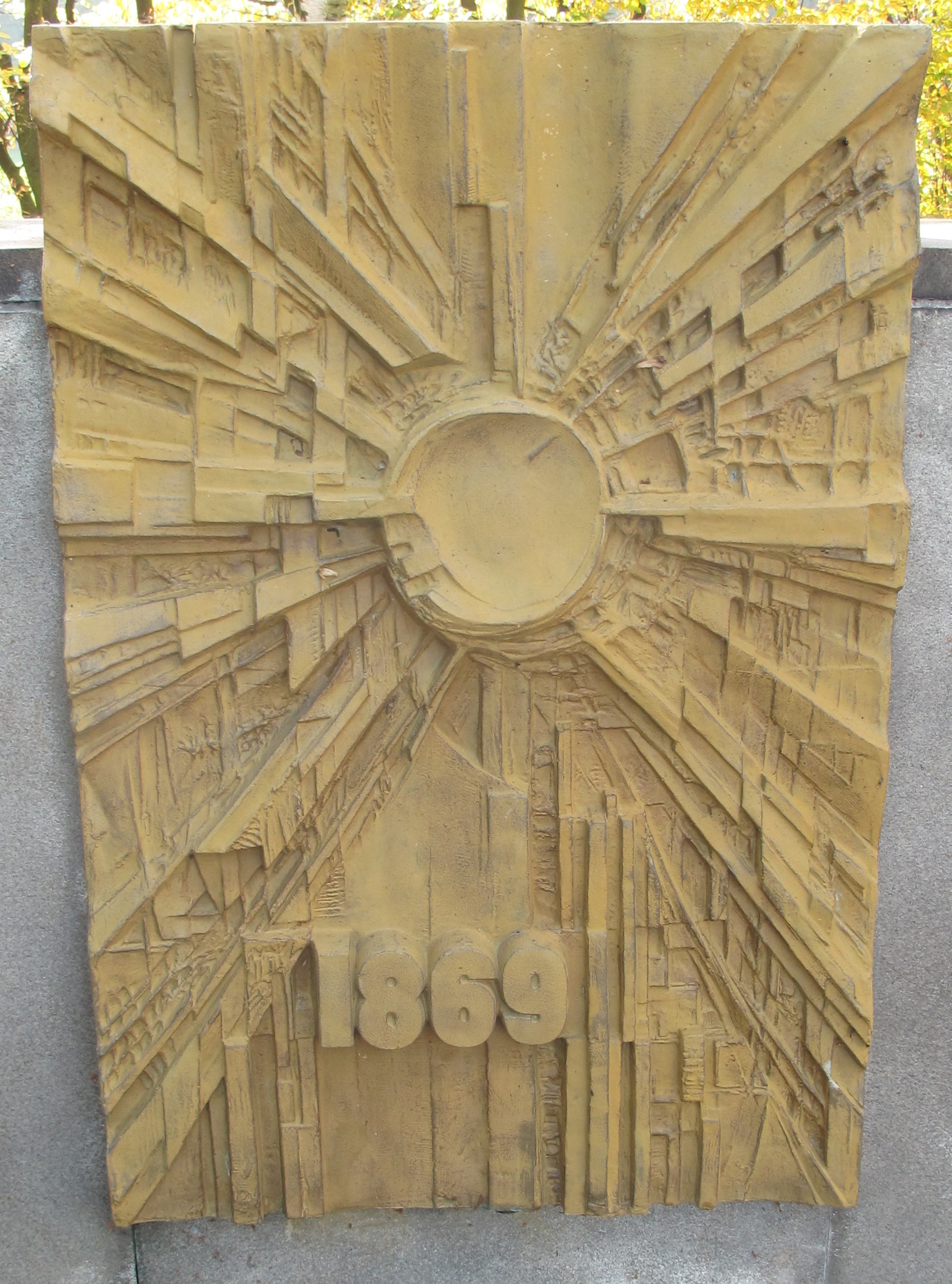
Reliéfy kolem sloupu zobrazující jednotlivé dějinné momenty
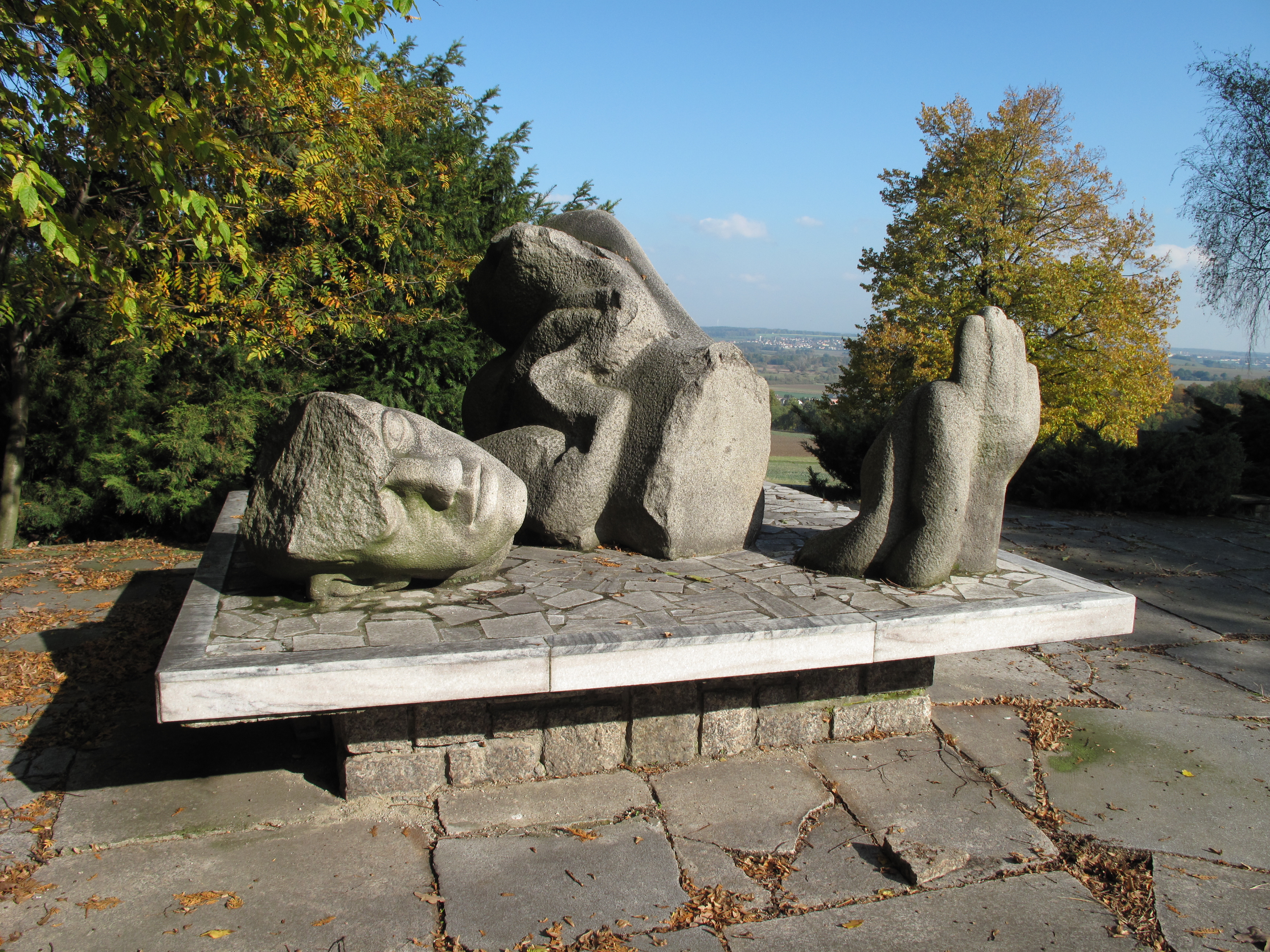
Sousoší